# 山田雄三
山田 雄三（やまだ ゆうぞう）とは、日本のアニメーション監督、演出家。過去に土田プロダクションに所属していた事がある。現在はスタジオコメット所属。他名義では馬場健がある。（A・C・G・Tの馬場健とは別人。）

## 主な担当作品
- 1982年『さすがの猿飛』『魔法のプリンセス ミンキーモモ』絵コンテ、演出
- 1984年『らんぽう』監督、絵コンテ、演出（監督は馬場健名義）
- 1986年『Mr.ペンペン』監督（馬場健名義）
- 1987年『ついでにとんちんかん』チーフディレクター
- 1989年『がきデカ』監督、音響監督（音響監督は馬場健名義）
- 1999年『頭文字D Second Stage』演出
- 2002年『ぴたテン』演出
- 2002年『真・女神転生Dチルドレン ライト&ダーク』絵コンテ、演出
- 2004年『マシュマロ通信』スーパーバイザー（馬場健名義）
- 2006年『ワンワンセレプー それゆけ!徹之進』プロデューサー（馬場健名義）